# Martinus Raessens
Martinus Raessens (Leende, 3 februari 1650 - onbekend, 1712) is een voormalig burgemeester van de Nederlandse stad Eindhoven. Raessens werd geboren als zoon van Gerit Raes Francissen, koopman in lijnwaad, kerkmeester en driemaal burgemeester te Leende, en Anthoniske Daems. Martinus was een broer van de Eindhovense burgemeesters Aert Raessens en Raes Gerits Raessens.
Raessens was poorter van Eindhoven in 1679 en burgemeester van Eindhoven in 1682 en 1683. Hij was koopman, busmeester aldaar in 1682, schepen in 1693, H. Geestmeester in 1696-1698 en bleker te  Gestel bij Eindhoven in 1697.
Hij trouwde op 4 december 1676 in Nuenen met Aldegonda Coolen, dochter van Goort Marcelis Coolen, linnenkoopman en burgemeester te Nuenen en van Hendrikske Goorts. Zij overlijdt te Eindhoven op 23 september 1733.